# Theodor Eicke
Theodor Eicke, född 17 oktober 1892 i Hudingen, Elsass-Lothringen, död 26 februari 1943 i Michajlovka nära Orjol, Sovjetunionen, var en tysk SS-Obergruppenführer och general i Waffen-SS. Han erhöll Riddarkorset med eklöv 1942. Theodor Eicke är bland annat känd för att ha varit en av de två SS-officerare som under de långa knivarnas natt den 1 juli 1934 sköt ihjäl SA-chefen Ernst Röhm.

## Biografi
Eicke, som blivit avskedad som polis och under en tid varit intagen på Würzburgs psykiatriska klinik, blev i juni 1933 kommendant i koncentrationslägret Dachau. Han blev sedermera inspektör för samtliga koncentrationsläger och införde efter hand samma reglemente i dessa som i Dachau och bytte ut SA-personalen mot SS-personal. 
Natten mellan den 30 juni och 1 juli 1934 företog Adolf Hitler med stöd av SS en utrensning inom SA, vars ledare Ernst Röhm påstods förbereda en statskupp. Eicke och dennes adjutant, SS-Standartenführer Michel Lippert, var de två SS-officerare som i fängelset Stadelheim i München sköt ihjäl den internerade Röhm; detta för att visa sin lojalitet gentemot Hitler och Reichsführer-SS Heinrich Himmler. Under samma natt beordrade Eicke även mordet på den tidigare bayerske ministerpresidenten Gustav von Kahr. Senare samma år blev Eicke chef för den nya myndigheten Inspektoratet för koncentrationslägren (IKL, tyska: Inspektion der Konzentrationslager). Myndigheten inrättades av Heinrich Himmler för förvaltning och kontroll av SS:s lägerväsen.
Eicke grundade Waffen-SS-divisionen Totenkopf 1939 och ledde den 1939-1943 (med avbrott 1941), bland annat vid invasionen av Polen; han ersattes av Richard Glücks som chef för IKL. Efter att Eicke stupat på östfronten i samband med en flygning i spaningsplanet Fieseler Storch, slog sig en grupp frivilliga från hans division genom de sovjetiska linjerna för att hämta hans kropp.

## Befordringar inom SS
- SS-Mann: 29 juli 1930
- SS-Truppführer: augusti 1930 (Efter de långa knivarnas natt 1934 fick graden benämningen SS-Oberscharführer.)
- SS-Sturmführer: 11 november 1930 (Efter de långa knivarnas natt 1934 fick graden benämningen SS-Untersturmführer.)
- SS-Sturmbannführer: 30 januari 1931
- SS-Standartenführer: 11 november 1931
- SS-Oberführer: 26 oktober 1932
- SS-Brigadeführer: 30 januari 1934
- SS-Gruppenführer: 11 juli 1934 und Generalleutnant der Waffen-SS: september 1941
- SS-Obergruppenführer und General der Waffen-SS: 20 april 1942

## Utmärkelser
- Ärekorset: 1934
- NSDAP:s partitecken i guld: 1940
- SS-Ehrenring (Totenkopfring)
- SS Hederssvärd
- Järnkorset av andra klassen
- Järnkorset av första klassen
- Tilläggsspänne till Järnkorset av andra klassen: 26 maj 1940
- Tilläggsspänne till Järnkorset av första klassen: 31 maj 1940
- Östfrontsmedaljen: 1942
- Riddarkorset av Järnkorset med eklöv
  - Riddarkorset: 26 december 1941
  - Eklöv: 20 april 1942
- Såradmärket i silver
- Militärförtjänstkorset (Kungariket Bayern)
- Krigsförtjänstkorset (Hertigdömet Braunschweig)
- Omnämnd i Wehrmachtbericht den 21 oktober 1942